# Астанкова, Славяна Сергеевна
Славяна Сергеевна Астанкова (27 августа 1993, Ростов-на-Дону) — российская футболистка, полузащитница и нападающая клуба Дончанка (Азов).

## Биография
Воспитанница клубов «Юнона» (Ростов-на-Дону) и «Дон» (Азов), первый тренер — Оксана Акулова. В дальнейшем занималась в подмосковном Училище олимпийского резерва, выступала в первом дивизионе за команду «Вятич-УОР» (Узуново). В составе сборных Ростовской и Московской областей становилась призёром первенств России среди девушек, в 2007 году была лучшим бомбардиром первенства среди 14-летних.
В высшем дивизионе России дебютировала в 2010 году в составе клуба «УОР-Звезда» (Звенигород), свой первый матч сыграла 17 апреля 2010 года против клуба «Рязань-ВДВ», заменив на 61-й минуте Наталью Плосконенко. Всего в своём первом сезоне провела 4 матча в высшей лиге, во всех выходила на замены.
Затем много лет выступала за клуб «Дончанка» (Азов/Новошахтинск). В высшем дивизионе в его составе провела три сезона (2012/13, 2013, 2017), сыграв 36 матчей и забив 3 гола. В первом дивизионе неоднократно становилась победительницей и призёром. В 2015 году стала лучшим бомбардиром финального турнира первой лиги (8 голов).
В первой половине 2019 года играла в высшей лиге за клуб «Кубаночка» (Краснодар) и провела 10 матчей, команда в итоге стала бронзовым призёром чемпионата. В 2020 году перешла в петербургский «Зенит», где провела 3 матча. Затем вернулась в «Дончанку», где стала серебряным призёром Первой лиги 2023 и победителем Первой лиги 2024.
Выступала за юношескую сборную России.